# Numerus Brittonum Nemaningensium
Der Numerus Brittonum Nemaningensium (deutsch Numerus der Briten an der Mümling) war eine römische Auxiliareinheit. Sie ist durch Inschriften belegt.
Die Sollstärke der Einheit lag vermutlich bei 160 Mann, bestehend aus zwei Centurien mit jeweils 80 Mann. Bei ihnen dürfte es sich vermutlich ausschließlich um Fußsoldaten gehandelt haben.

## Namensbestandteile
- Brittonum: der Briten. Die Soldaten des Numerus wurden bei Aufstellung der Einheit in der Provinz Britannia rekrutiert.[A 1]

- Nemaningensium: an der Mümling. Der Zusatz bezieht sich auf die Mümling, einen kleinen Zufluss des Mains.[1][2]

## Geschichte
Die Briten kamen wohl um 100 n. Chr. nach Germania superior, möglicherweise auch schon unter Domitian (81–96). Vermutlich wurden die aus ihnen gebildeten Numeri am Neckar-Odenwald-Limes für Überwachungsaufgaben verwendet, um die hier bereits stationierten Auxiliareinheiten zu entlasten.
Der Numerus ist erstmals durch die Inschrift (CIL 13, 6629) belegt, die in Aschaffenburg gefunden wurde und die auf den 13. August 178 datiert ist.

## Standorte
Standorte des Numerus in Germania superior waren möglicherweise:
- Kastell Obernburg (Obernburg am Main): Die Inschrift (CIL 13, 6622) wurde hier gefunden.
- Kastell Wörth (Wörth am Main)

## Angehörige des Numerus
Folgende Angehörige des Numerus sind bekannt:

### Kommandeure
| - Q(uintus) B[]ius Br[]us, ein Centurio der Legio XXII Primigenia (CIL 13, 6642). | - T(itus) Aurel(ius) Firminus, ein Centurio der Legio XXII Primigenia (CIL 13, 6629). |

### Sonstige
- C(aius) Ati[] Utilis, ein Cornicularius (CIL 13, 6622).

## Exploratores Nemaningenses
In den Inschriften (CIL 13, 6629, CIL 13, 6642) ist eine weitere Einheit aufgeführt, die Exploratores Nemaningenses (Kundschafter an der Mümling). Die beiden Centurios haben auch diese Einheit kommandiert. Ansonsten ist über die Exploratores Nemaningenses nichts weiter bekannt.